# ريزدنت إيفل سرفايفر 2
ريزدنت إيفل سرفايفر 2 هي لعبة فيديو تصويب منظور الشخص الأول صدرت من شركة من شركة كابكوم على جهاز بلاي ستيشن 2 في 8 نوفمبر عام 2001 في اليابان، وفي أوروبا 22 مارس، 2002. أخذت هذه اللعبة الشخصيات والأعداء و الأماكن من ريزدنت إيفل كود: فيرونكا، و الشخصيات القابلة للعب هي : كلير ريدفيلد و ستيف وبورتسايد.